# Lokalkompakter Raum
Im mathematischen Teilgebiet der Topologie sind die lokalkompakten Räume (auch lokal kompakten Räume) eine Klasse topologischer Räume, die eine gewisse lokale Endlichkeitsbedingung erfüllen. Sie wurden 1924 von Heinrich Tietze und Pawel Sergejewitsch Alexandrow unabhängig voneinander eingeführt. Die beiden Mathematiker erkannten auch, dass sich das aus der Funktionentheorie bekannte Verfahren, die gaußsche Zahlenebene zur riemannschen Zahlenkugel abzuschließen, auf die Klasse der lokalkompakten Räume übertragen lässt. Dieses Verfahren heißt daher auch Alexandroff-Kompaktifizierung.

## Definition
Ein topologischer Raum heißt lokalkompakt, wenn jede Umgebung eines jeden Punktes eine kompakte Umgebung enthält; falls also jeder Punkt eine Umgebungsbasis aus kompakten Mengen besitzt.
Ein Hausdorff-Raum ist bereits dann lokalkompakt, wenn jeder Punkt eine kompakte Umgebung besitzt. Manchmal findet sich daher in der Literatur auch folgende Definition, bei der zusätzlich die Hausdorff-Eigenschaft gefordert wird:
Ein topologischer Raum heißt lokalkompakt, wenn er ein Hausdorff-Raum ist und jeder Punkt eine kompakte Umgebung besitzt.

## Folgerungen
Ein Hausdorff-Raum ist genau dann lokalkompakt, wenn die Alexandroff-Kompaktifizierung, die durch Hinzufügen eines einzigen unendlich fernen Punktes {\displaystyle \infty } entsteht und stets kompakt (= quasikompakt in der Terminologie einiger Autoren, z. B. Bourbaki und Boto von Querenburg) ist, sogar Hausdorffsch ist.
Daraus erhält man folgende Charakterisierung:
Die lokalkompakten Hausdorff-Räume sind genau die offenen Unterräume kompakter Hausdorff-Räume.
Hieraus folgt, dass jeder lokalkompakte Hausdorff-Raum vollständig regulär ist, denn jeder kompakte Hausdorff-Raum ist normal und damit gemäß dem Lemma von Urysohn vollständig regulär, was sich im Gegensatz zur Normalität auf den Unterraum vererbt.
Jeder lokalkompakte Hausdorff-Raum ist ein Baire-Raum, das heißt, der Durchschnitt abzählbar vieler offener, dichter Teilmengen ist dicht.

## Permanenz-Eigenschaften
- Abgeschlossene Unterräume und offene Unterräume lokalkompakter Räume sind wieder lokalkompakt.
- Endliche Produkte lokalkompakter Räume sind wieder lokalkompakt. Allgemeiner ist das Produkt einer beliebigen Familie topologischer Räume genau dann lokalkompakt, wenn alle  beteiligten Räume lokalkompakt und höchstens endlich viele davon nicht kompakt sind.
- Das Koprodukt einer beliebigen Familie lokalkompakter Räume ist lokalkompakt, genau dann, wenn alle beteiligten Räume lokalkompakt sind.[2]
- Das Bild eines lokalkompakten Raumes unter einer stetigen, offenen Abbildung ist lokalkompakt.

## Abzählbarkeit im Unendlichen
Ein lokalkompakter Raum heißt abzählbar im Unendlichen, wenn er durch abzählbar viele kompakte Teilmengen überdeckt wird.
Dies ist gleichbedeutend dazu, dass der unendliche Punkt {\displaystyle \infty } in der Alexandroff-Kompaktifizierung eine abzählbare Umgebungsbasis besitzt.

## Beispiele
- Jeder diskrete topologische Raum ist lokalkompakt.
- Jeder kompakte Hausdorff-Raum ist lokalkompakt.
- Endlichdimensionale reelle oder komplexe Vektorräume mit der Normtopologie sind lokalkompakt.
- Umgekehrt ist ein unendlich dimensionaler reeller oder komplexer normierter Vektorraum, der Hausdorff ist, niemals lokalkompakt.
- Allgemeiner gilt: Ein mindestens eindimensionaler T₀ topologischer Vektorraum über einem bzgl. der durch die Addition induzierten uniformen Struktur vollständigen, nicht-diskreten topologischen Schiefkörper ist genau dann lokalkompakt, wenn er endlichdimensional und der Schiefkörper lokalkompakt ist.[3]
- Da Lokalkompaktheit eine lokale Eigenschaft ist, sind alle (endlichdimensionalen) Mannigfaltigkeiten lokalkompakt.
- Lokale Körper sind lokalkompakt, insbesondere die p-adischen Zahlen mit der Topologie, die durch den p-adischen Absolutbetrag definiert wird.
- Die Menge der rationalen Zahlen, versehen mit dem Absolutbetrag, ist nicht lokalkompakt.

## Lokalkompakte Gruppen
Für die Theorie der topologische Gruppen sind die lokalkompakten besonders interessant, da man auf diesen Gruppen bezüglich eines Haar-Maßes integrieren kann. Dieses ist eine Grundlage der harmonischen Analyse.

## Lokalkompaktheit topologischer  Vektorräume
Ist {\displaystyle X} ein hausdorffscher topologischer Vektorraum über {\displaystyle \mathbb {R} }, dem Körper der reellen Zahlen, so sind die folgenden Aussagen gleichwertig:

 (i) {\displaystyle X} ist von endlicher Dimension.
 (ii) {\displaystyle X} ist homöomorph zu einem {\displaystyle {\mathbb {R} }^{n}} .
 (iii) {\displaystyle X} ist lokalkompakt.

## Verschwinden im Unendlichen
Ist {\displaystyle f\colon X\to {\mathbb {K} }} eine reell- oder komplexwertige Funktion auf einem lokalkompakten Raum {\displaystyle X}, so sagt man, {\displaystyle f} verschwinde im Unendlichen, wenn {\displaystyle f} außerhalb kompakter Mengen beliebig klein gemacht werden kann, d. h. wenn es zu jedem {\displaystyle \varepsilon >0} eine kompakte Menge {\displaystyle K\subset X} gibt mit {\displaystyle \left|f(x)\right|<\varepsilon } für alle {\displaystyle x\in X\setminus K}. Ist die Funktion zudem stetig, so nennt man sie C0-Funktion.